# Martin Riggs
Martin Riggs (nacido el 16 de octubre de 1949)[cita requerida] es un detective ficticio de la LAPD y protagonista de la franquicia Lethal Weapon. Es interpretado en las cuatro películas por el actor Mel Gibson y por Clayne Crawford en la serie de televisión.
Al ser reubicado en la división de Homicidios se le asigna como compañero al veterano sargento Roger Murtaugh. La compañía de Riggs con Murtaugh ha demostrado ser valiosa en su recuperación, no sólo del alcohol, sino su represión y depresión desde la muerte de su esposa. Se convierte en un amigo cercano al sargento y su familia.

## Carrera

### Carrera militar
Riggs se unió al Ejército de Estados Unidos a los 19 años, llegando a ser un miembro de las Fuerzas Especiales. Estas habilidades serían más tarde útiles cuando se convirtió en un oficial de policía. La mayor parte del tiempo que estuvo en las fuerzas especiales fue en Vietnam, sirvió como francotirador (Él mismo confiesa a su compañero, el detective Murtaugh haber matado en Laos a un hombre a un kilómetro de distancia de un solo disparó con el viento en contra y que puede que haya 8 o 10 personas en el mundo capaces de hacerlo, además de que eso es en lo único que es bueno).

### Muerte de su esposa
En 1984, Victoria Lynn, esposa de Riggs, con quien estuvo 11 años juntos, muere en un accidente de coche, sumiéndolo en una profunda depresión. Conducido al borde con dolor e ira, se pone a sí mismo con regularidad (y cualquier otra persona cerca de él) en peligro, con la secreta esperanza que alguien le ponga fin a sus sufrimientos, algo que ha sido incapaz de hacer por sí mismo. Este total desprecio por su seguridad le da una ventaja sobre sus enemigos, convirtiéndolo en un "Arma Letal". Al final de la primera película, ha resuelto estos pensamientos suicidas. En la segunda película, se revela que la muerte de su esposa era en realidad un intento de asesinato contra el propio Martin, que había salido mal.

### Como policía
En Lethal Weapon, Riggs es transferido desde la división de Narcóticos a Homicidios tras un incidente en un tiroteo. Fue asignado como compañero con el detective sargento Roger Murtaugh con la esperanza de que el veterano de más edad y más conservador lo mantenga en el buen camino. Tras un duro comienzo, los dos se hacen buenos amigos y prácticamente son familia, aunque Riggs siempre le pone los nervios de punta. Al final de esta película, ambos trabajan juntos para rescatar a la hija del sargento Murtaugh, que había sido secuestrada por señores de la droga y mercenarios militares.
En Lethal Weapon 2, Riggs descubre algunos detalles impactantes sobre la muerte de su esposa. Se revela que el señor del crimen de Sudáfrica, Arjen Rudd, que él y Murtaugh están llevando a cabo de hecho, había ordenado su muerte en 1984, pero su ejecutor, Pieter Vorstedt, mató a Victoria por equivocación y, para cubrir su error, hizo que el asesinato pareciera un accidente de tráfico. Después de vengar la muerte de su esposa y Rika van den Haas (con quien Riggs se había brevemente involucrado románticamente antes de que ella también fuese asesinada por Rudd y sus secuaces), es capaz de poner fin a sus demonios para descansar y seguir adelante con su vida.
Su placa dice: Detective LAPD (no Detective Sgto) número de placa 5893.

### Lorna Cole
Riggs conoció a la sargento Lorna Cole (interpretada por Rene Russo), una oficial de Asuntos Internos, en Lethal Weapon 3 durante una investigación sobre la desaparición de armas del depósito de la policía. Los dos se encontraron a sí mismos como iguales en el temperamento y actitud (sin mencionar que Lorna es también fanática de Los Tres Chiflados, al igual que Riggs), y trabajan codo a codo después de que una arma robada del depósito fue utilizada en un tiroteo, donde Murtaugh se vio obligado a matar a un amigo de su hijo Nick, en defensa propia. Ambos terminan enamorándose, y se van a vivir juntos al final de la película.
En Lethal Weapon 4, Riggs y Cole siguen viviendo juntos, y Cole está embarazada, pero han esquivado el tema del matrimonio. Tanto Riggs y Murtaugh son ascendidos a Capitán con el fin de mantenerlos fuera de problemas, pero volverán a su empleo de sargentos. Al final de la película, Riggs hace las paces con su primera esposa Vicky y se casa con Cole, mientras que ella está dando a luz; la ceremonia la realiza un rabino. La hija mayor de Murtaugh, Rianne, está dando a luz también, y los bebés de Cole y Rianne acaban en la guardería del hospital juntos.

## Armas
A lo largo de las cuatro películas, Riggs ha utilizado artes marciales, incluyendo Kali, Shotokan, Tae Kwon Do, Wing Chun, jiu-jitsu brasileño, Judo, Capoeira, boxeo y Muay Thai (que conduce a Murtaugh en broma sugerir que el propio ser registrado como un "arma letal", de ahí el título de Riggs) y una pistola Beretta 92 FS como su arma de servicio, aunque a menudo usa un subfusil H & K MP5 o un fusil de asalto AK-47 de un enemigo vencido si se necesita más potencia de fuego, y también brevemente utilizó un fusil de francotirador Heckler & Koch PSG1 en la primera película, para alcances superiores al de los precisos disparos del subfusil de 9 mm. Riggs ha afirmado previamente que han matado a un blanco en Laos desde una distancia de 1.000 metros ", de un único disparo, a contraviento," algo que según él, solo lo pueden hacer 8 o 10 personas en todo el mundo.

## Otros rasgos
Riggs vive en una casa rodante en una playa a lo largo de la Pacific Coast Highway en Los Ángeles. Su original fue destruido por los sudafricanos durante Lethal Weapon 2, pero él se escapó junto con Rika van den Haas, quien también estaba allí en el momento. Él tiene un nuevo tráiler en escenas eliminadas (restaurada en corte del director) en Lethal Weapon 3, y todavía vive allí con Lorna Cole en  Lethal Weapon 4 "'. 
Riggs tiene un hombro suelto que puede dislocar fácilmente. Se desconoce el origen de esa lesión, pero podría ser una secuela de batalla de su tiempos en la guerra de Vietnam. Él es capaz de dislocar, a continuación, volver a ponerlo a voluntad al golpearse con una pared u otros objetos duros, pero al hacerlo, es muy doloroso para él. A veces se demuestra esto como un truco, sino que también ha demostrado ser muy útil para él. Se le ayuda a escapar de ejecución por los sudafricanos en Lethal Weapon 2  cuando es capaz de escapar de un camisa de fuerza mientras está atado bajo el agua. 
Riggs también es amigo de los perros. Es dueño de un Sheltie llamado Sam que se ve en las cuatro películas (y escapó del ataque del remolque en la segunda película). Se negó a matar en una operación de drogas a un Rottweiler que defendía el lugar, diciendo: "No puedo disparar a un perro. A la gente sí, pero no a los perros." En su lugar se hizo amigo y rescató al Rottweiler, y aún lo mantiene como mascota junto con Sam en la cuarta película.
No es muy diferente que Riggs sea cómico. Él disfruta especialmente antagonizar con Leo Getz. Después de que Getz recibiera un disparo mientras persigue al policía corrupto Jack Travis en un partido de hockey en Lethal Weapon 3 Riggs añadió proctología al cuadro médico de Getz, condenándolo a un examen rectal. En Lethal Weapon 4 donde se siente molesto por Leo Getz despotricando sobre teléfonos móviles de cobrarle el primer minuto después de realizar una llamada y obtener cortada, Riggs llama a Leo en su teléfono celular y le pregunta "investigar sus partes privadas", cobrando Leo 3 dólares de una llamada telefónica.

## GMC Trucks
Riggs prefiere conducir camiones GMC, 
y es dueño de un camión GMC diferente en cada película. Los cuatro camiones son de color azul marino. En la primera película, conduce un GMC 3500 doble cabina dual de 1985. En la segunda película, conduce un GMC Sierra 3500 cabina club dual de 1989. En la tercera película, conduce un GMC 3500 dualmente de 1992, que parece idéntica a la de la segunda película. En la cuarta película, conduce un GMC Sierra 1500 Z71 Club Cab de 1999.

## The Three Stooges
Riggs es también fanático de Los Tres Chiflados y se conoce a veces a imitar Curly mientras se burla de sus enemigos. Descubrió en Lethal Weapon 3  que la sargento Lorna Cole es también un fan de 'Los Tres Chiflados'por encontrar un juego con ellos en su ordenador.

## Recepción
Los críticos le han dado al personaje una recepción positiva. Él es elogiado por su dramática y brutal escena de lucha con el Sr. Joshua (interpretado por Gary Busey) y el diálogo agudo e inteligente proporcionado por Shane Black. Martin Riggs es el número 100 de la lista de "los 100 mejores personajes del cine", de la revista Empire.